# Farm Aid
Farm Aid – seria corocznych koncertów charytatywnych organizowanych od 1985 roku w Stanach Zjednoczonych w celu pomocy amerykańskim farmerom.

## Historia
13 lipca 1985 roku podczas koncertu charytatywnego Live Aid, przed wykonaniem wraz z Keithem Richardsem i Ronem Woodem utworu When the Ship Comes In, Bob Dylan wspomniał o trudnej sytuacji rolników w Stanach Zjednoczonych, którym grozi utrata gospodarstw z powodu zadłużenia hipotecznego.
Pomimo skrytykowania słów Dylana przez organizatora koncertu Boba Geldofa, zainspirowały one Williego Nelsona, Johna Mellencampa oraz Neila Younga do zorganizowania koncertu charytatywnego w celu zebrania pieniędzy i pomocy amerykańskim farmerom. Pierwszy koncert Farm Aid odbył się 22 września 1985 roku w Champaign, przed widownią liczącą 80 000 osób. Podczas koncertu wystąpili m.in. Bob Dylan, Billy Joel, B.B. King, Loretta Lynn, Roy Orbison i Tom Petty. Udało się zebrać ponad 9 milionów dolarów na rzecz pomocy amerykańskim rodzinom farmerów.
Organizatorzy Farm Aid początkowo myśleli, że pieniądze zebrane podczas jednego koncertu wystarczą do rozwiązania problemu, okazało się jednak, że wyzwania stojące przed rodzinnymi rolnikami były bardziej złożone, niż ktokolwiek przypuszczał. Kilkadziesiąt lat po pierwszym koncercie organizacja Farm Aid, kierowana przez Carolyn Mugar, wciąż działa na rzecz zwiększania świadomości społecznej o roli gospodarstw rodzinnych. Każdego roku organizuje koncert, podczas którego występują artyści reprezentujący muzykę country, blues oraz rock. W zarządzie zasiadają Nelson, Mellencamp, Young i Dave Matthews, a także David Anderson, Joel Katz, Lana Nelson, Mark Rothbaum i Evelyn Shriver. W dniu 8 kwietnia 2021 roku ogłoszono, że Annie Nelson i Margo Price dołączyły jako członkowie zarządu. Członek zarządu Paul English, wieloletni perkusista Williego Nelsona, zmarł w lutym 2020 roku.

## Lista koncertów
| Nazwa koncertu                       | Data                 | Miejscowość      | Lista wykonawców |
| ------------------------------------ | -------------------- | ---------------- | --- |
| Farm Aid                             | 22 września 1985     | Champaign        | Alabama, Hoyt Axton, The Beach Boys, The Blasters, Bon Jovi, Jimmy Buffett, Glen Campbell, Johnny Cash, David Allan Coe, John Conlee, Charlie Daniels Band, John Denver, Bob Dylan, John Fogerty, Foreigner, Vince Gill, Vern Gosdin, Arlo Guthrie, Sammy Hagar, Merle Haggard, Daryl Hall, Emmylou Harris, Don Henley, Waylon Jennings, Billy Joel, Randy Newman, George Jones, Rickie Lee Jones, B.B. King, Carole King, Kris Kristofferson, Huey Lewis, Lone Justice, Loretta Lynn, Roger McGuinn, John Mellencamp, Roger Miller, Joni Mitchell, Nitty Gritty Dirt Band, Willie Nelson, Roy Orbison, Tom Petty and the Heartbreakers, Charley Pride, Bonnie Raitt, Lou Reed, Kenny Rogers, Brian Setzer, Sissy Spacek, Tanya Tucker, Eddie Van Halen, Debra Winger, Neil Young, Dave Milsap, Joe Ely, Judy Rodman, X |
| Farm Aid II                          | 4 lipca 1986         | Manor            | Alabama, The Beach Boys, The Bellamy Brothers, The Blasters, Judy Collins, Rita Coolidge, Bob Dylan, Steve Earle, Joe Ely, Exile, The Fabulous Thunderbirds, William Lee Golden & The Goldens, Grateful Dead, Emmylou Harris, Julio Iglesias, Rick James, Jason & the Scorchers, Waylon Jennings, George Jones, Bon Jovi, Doug Kershaw, Kris Kristofferson, Nicolette Larson, Los Lobos, John Mellencamp, Vince Neil, Willie Nelson, Tom Petty and the Heartbreakers, Bonnie Raitt, Steppenwolf, Taj Mahal, Stevie Ray Vaughan, Joe Walsh, Neil Young, X, The Unforgiven |
| Farm Aid III                         | 19 września 1987     | Lincoln          | Alex Harvey, Emmylou Harris, Steppenwolf, Vince Gill, William Lee Golden & The Goldens, Lyle Lovett, John Denver, Lou Reed, John Mellencamp, Neil Young, Bandaloo Doctors, Joe Walsh, Willie Nelson, The Unforgiven |
| Farm Aid 1989                        | 1989                 |                  | Willie Nelson |
| Farm Aid IV                          | 7 kwietnia 1990      | Indianapolis     | Bonnie Raitt, John Mellencamp, John Hiatt, Carl Perkins, Arlo Guthrie, Gorky Park, Garth Brooks, John Denver, Bill Monroe, Alan Jackson, Asleep at the Wheel, Jackson Browne, Bruce Hornsby, Poco, Elton John, William Lee Golden & The Goldens, Lou Reed, Don Henley, Taj Mahal, Crosby, Stills, Nash & Young, Neil Young, Willie Nelson, Guns N' Roses, K.T. Oslin, Iggy Pop, Henry Lee Summer, Roadmaster |
| Farm Aid V                           | 14 marca 1992        | Irving           | Arlo Guthrie, Asleep at the Wheel, The Kentucky Headhunters, Texas Tornados, Bandaloo Doctors, Bonnie Raitt, Little Village, Tracy Chapman, Lynyrd Skynyrd, William Lee Golden & The Goldens, Petra, Paul Simon, Mary Chapin Carpenter, The Highwaymen, Lorrie Morgan, Ricky Van Shelton, Willie Nelson, Neil Young, John Mellencamp |
| Farm Aid VI                          | 24 kwietnia 1993     | Ames             | Arlo Guthrie, Asleep at the Wheel, The Jayhawks, Jann Arden, Lyle Lovett, Johnny Cash, Neil Young, Ricky Van Shelton, John Mellencamp, Willie Nelson, The Kentucky Headhunters, Marty Stuart, Charlie Daniels Band, Martina McBride, Bruce Hornsby, Bryan Adams, Ringo Starr, Black 47, The Highwaymen, Dwight Yoakam, Mickey Newbury |
| Farm Aid VII                         | 18 września 1994     | Nowy Orlean      | The Neville Brothers, Spin Doctors, Gin Blossoms, John Conlee, Kris Kristofferson, Willie Nelson, Neil Young z Crazy Horse, Deana Carter, Billy Joe Shaver, Al Hirt, Pete Fountain, David Allan Coe, Titty Bingo |
| Farm Aid '95: 10th Anniversary       | 1 października 1995  | Louisville       | Hootie & the Blowfish, Dave Matthews Band, BlackHawk, John Conlee, The Supersuckers, Steve Earle, Willie Nelson, John Mellencamp, Neil Young |
| Farm Aid '96                         | 12 października 1996 | Columbia         | Hootie & the Blowfish, Marshall Chapman, The Beach Boys, Son Volt, Robert Earl Keen, Martina McBride, John Conlee, Jewel, Willie Nelson, John Mellencamp, Neil Young |
| Farm Aid '97                         | 4 października 1997  | Tinley Park      | Willie Nelson, Neil Young, John Fogerty, Beck, Dave Matthews Band, Billy Ray Cyrus, Steve Earle, The V-Roys, Mary Cutrufello, The Allman Brothers Band, Chris Knight |
| Farm Aid '98                         | 3 października 1998  | Tinley Park      | Willie Nelson, Phish, Neil Young, John Mellencamp, Steve Earle, Del McCoury Band, Wilco |
| Farm Aid '99                         | 12 września 1999     | Bristow          | Susan Tedeschi, Keb' Mo', Deana Carter, Barenaked Ladies, Dave Matthews Band, John Mellencamp, Willie Nelson, Neil Young |
| Farm Aid 2000                        | 17 września 2000     | Bristow          | Crosby, Stills, Nash & Young, Arlo Guthrie, Sawyer Brown, Alan Jackson, Travis Tritt, North Mississippi Allstars, Barenaked Ladies, Tipper Gore, Willie Nelson |
| Farm Aid 2001: A Concert for America | 29 września 2001     | Noblesville      | Willie Nelson, Neil Young, John Mellencamp, Dave Matthews, The Doobie Brothers, Martina McBride |
| Farm Aid '02                         | 21 września 2002     | Burgettstown     | Willie Nelson, Neil Young, John Mellencamp, Dave Matthews, Keith Urban, Lee Ann Womack, Kid Rock, Gillian Welch, Duane Cahill, Kenny Wayne Shepherd, Double Trouble, The Drive-By Truckers, Los Lonely Boys, Anthony Smith |
| Farm Aid '03                         | 7 września 2003      | Columbus         | Willie Nelson, John Mellencamp, Dave Matthews, Neil Young z Crazy Horse, Emmylou Harris, Hootie & the Blowfish, Los Lonely Boys, Sheryl Crow, Brooks & Dunn, Titty Bingo, Trick Pony, Billy Bob Thornton, Daniel Lanois |
| Farm Aid '04                         | 18 września 2004     | Auburn           | Willie Nelson, Neil Young, John Mellencamp, Dave Matthews, Lucinda Williams, Steve Earle, Jerry Lee Lewis, Trick Pony, Tony Coleman, Blue Merle, Tegan and Sara, Kate Voegele, Kitty Jerry, Marc Broussard |
| Farm Aid 2005: 20th Anniversary      | 18 września 2005     | Tinley Park      | Willie Nelson, John Mellencamp, Neil Young, Dave Matthews, Arlo Guthrie, Buddy Guy, Drew Davis Band, Elizabeth Rainey, Emmylou Harris, James McMurtry, Jimmy Sturr, John Mayer, Kate Voegele, Kathleen Edwards, Kenny Chesney, Los Lonely Boys, Shannon Brown, Supersuckers, Susan Tedeschi, Widespread Panic, Wilco, Barack Obama |
| Farm Aid 2006                        | 30 września 2006     | Camden           | Willie Nelson, John Mellencamp, Neil Young, Dave Matthews, Jerry Lee Lewis, Roy Head, Los Lonely Boys, Arlo Guthrie, Gov't Mule, Steve Earle, Allison Moorer, Steel Pulse, Shelby Lynne, Nitty Gritty Dirt Band, Jimmy Sturr, Pauline Reese, Danielle Evin |
| Farm Aid 2007: A Homegrown Festival  | 9 września 2007      | Nowy Jork        | Willie Nelson, John Mellencamp, Neil Young, Dave Matthews, Merle Haggard, Ray Price, Billy Joe Shaver, Tim Reynolds, Gregg Allman, The Allman Brothers Band, Counting Crows, Matisyahu, Guster, The Derek Trucks Band, Warren Haynes, The Supersuckers, The Ditty Bops, Montgomery Gentry, Jimmy Sturr, Jesse Lenat, Pauline Reese, Paula Nelson, Titty Bingo, 40 Points |
| Farm Aid 2008                        | 20 września 2008     | Mansfield        | Willie Nelson, John Mellencamp, Neil Young, Dave Matthews, Tim Reynolds, Jerry Lee Lewis, Kenny Chesney, The Pretenders, moe., Arlo Guthrie, Steve Earle, Grace Potter & the Nocturnals, Jakob Dylan, Jamey Johnson, Jesse Lenat, Will Dailey, One Flew South, The Elms |
| Farm Aid 2009                        | 4 października 2009  | Maryland Heights | Willie Nelson, John Mellencamp, Neil Young, Dave Matthews, Tim Reynolds, Jamey Johnson, Jason Mraz, Phosphorescent, Wilco, Will Dailey |
| Farm Aid 2010: 25th Anniversary      | 2 października 2010  | Milwaukee        | Willie Nelson, John Mellencamp, Dave Matthews, Tim Reynolds, Neil Young, Jeff Tweedy, Kenny Chesney, Jason Mraz, Norah Jones, Band of Horses, Amos Lee, Robert Francis, BoDeans, Jamey Johnson |
| Farm Aid 2011                        | 13 sierpnia 2011     | Kansas City      | Willie Nelson, John Mellencamp, Neil Young, Dave Matthews, Jason Mraz, Jamey Johnson, Jakob Dylan, Lukas Nelson & Promise of the Real, Will Dailey & The Rivals, Billy Joe Shaver, Robert Francis, Ray Price, Rebecca Pidgeon, John Trudell, The Blackwood Quartet |
| Farm Aid 2012                        | 22 września 2012     | Hershey          | Willie Nelson, John Mellencamp, Neil Young, Kenny Chesney, Dave Matthews, Tim Reynolds, Jack Johnson, ALO, Pegi Young & The Survivors, Lukas Nelson & Promise of the Real, Grace Potter & the Nocturnals, Dale Watson, Jamey Johnson |
| Farm Aid 2013                        | 21 września 2013     | Saratoga Springs | Willie Nelson, Neil Young, Pete Seeger, John Mellencamp, Dave Matthews, Tim Reynolds, Jack Johnson, Jamey Johnson, Kacey Musgraves, Toad the Wet Sprocket, Sasha Dobson, Amos Lee, Carlene Carter, Lukas Nelson & Promise of the Real, Will Dailey, Bahamas, Pegi Young & The Survivors, Jesse Lenat, Insects vs Robots, The Blackwood Quartet |
| Farm Aid 2014                        | 13 września 2014     | Raleigh          | Willie Nelson, Neil Young, John Mellencamp, Dave Matthews, Tim Reynolds, Jack White, Gary Clarke Jr., Preservation Hall Jazz Band, Jamey Johnson, Delta Rae, Todd Snider, Raelyn Nelson Band, Carlene Carter, Lukas Nelson & Promise of the Real, Insects vs Robots |
| Farm Aid 2015                        | 19 września 2015     | Chicago          | Willie Nelson, Neil Young, John Mellencamp, Dave Matthews, Tim Reynolds, Imagine Dragons, Jack Johnson, Kacey Musgraves, Old Crow Medicine Show, Jamey Johnson, Mavis Staples, Lukas Nelson & Promise of the Real, Holly Williams, Insects vs Robots, The Blackwood Quartet |
| Farm Aid 2016                        | 17 września 2016     | Bristow          | Willie Nelson, Neil Young, John Mellencamp, Dave Matthews, Tim Reynolds, Alabama Shakes, Sturgill Simpson, Nathaniel Rateliff & The Night Sweats, Jamey Johnson, Alison Krauss, Margo Price, Lukas Nelson & Promise of the Real, Insects vs Robots, Ian Mellencamp, The Wisdom Indian Dancers, Star Swain |
| Farm Aid 2017                        | 16 września 2017     | Burgettstown     | Willie Nelson, Neil Young, John Mellencamp, Dave Matthews, Tim Reynolds, Jack Johnson, The Avett Brothers, Sheryl Crow, Jamey Johnson, Blackberry Smoke, Valerie June, Lukas Nelson & Promise of the Real, Insects vs Robots |
| Farm Aid 2018                        | 22 września 2018     | Hartford         | Willie Nelson, Neil Young, John Mellencamp, Dave Matthews, Tim Reynolds, Chris Stapleton, Kacey Musgraves, Sturgill Simpson, Nathaniel Rateliff & The Night Sweats, Jamey Johnson, Margo Price, Lukas Nelson & Promise of the Real, Particle Kid |
| Farm Aid 2019                        | 21 września 2019     | East Troy        | Willie Nelson, Neil Young, John Mellencamp, Dave Matthews, Tim Reynolds, Bonnie Raitt, Luke Combs, Nathaniel Rateliff & the Night Sweats, Jamey Johnson, Margo Price, Lukas Nelson & Promise of the Real, Yola, Tanya Tucker, Jamestown Revival, Particle Kid, Ian Mellencamp, Wisdom Indian Dancers, Ho-Chunk Thundercloud Singers |
| At Home With Farm Aid                | 11 kwietnia 2020     |                  | Black Pumas, Bonnie Raitt, Boz Scaggs, Brandi Carlile, Chris Stapleton, Dave Matthews, Edie Brickell, Jack Johnson, Jamey Johnson, Jon Batiste, John Mellencamp, Kelsey Waldon, Willie Nelson, Neil Young, The Record Company, Valerie June, The War and Treaty |
| Farm Aid 2021                        | 26 września 2021     | Hartford         | Willie Nelson, John Mellencamp, Dave Matthews, Tim Reynolds, Tyler Childers, Margo Price, Nataniel Rateliff & the Night Sweats, Bettye LaVette, Jamey Johnson, Lukas Nelson & Promise of the Real, Allison Russell, Particle Kid, Ian Mellencamp & Wisdom Indian Dancers |
| Farm Aid 2022                        | 24 września 2022     | Raleigh          | Willie Nelson, John Mellencamp, Dave Matthews, Tim Reynolds, Margo Price, Chris Stapleton, Sheryl Crow, Lukas Nelson & Promise of the Real, Particle Kid, Allison Russell, Charley Crockett, Brittney Spencer, Wisdom Indian Dancers |
| Farm Aid 2023                        | 23 września 2023     | Noblesville      | Willie Nelson, Bob Dylan, Neil Young, John Mellencamp, Dave Matthews, Tim Reynolds, Margo Price, Bobby Weir & Wolf Bros, Nathaniel Rateliff & the Night Sweats, Lukas Nelson & Promise of the Real, Allison Russell, The String Cheese Incident, Particle Kid, The Black Opry, Tylar Bryant, Kyshona, The Jim Irsay Band (z Ann Wilson), Clayton Anderson, Wisdom Indian Dancers, Native Pride Productions |
| Farm Aid 2024                        | 21 września 2024     | Saratoga Springs | Willie Nelson, Neil Young, John Mellencamp, Dave Matthews, Tim Reynolds, Mavis Staples, Nathaniel Rateliff & the Night Sweats, Lukas Nelson z The Travelin' McCourys, Charley Crockett, Joy Oladokun, Southern Avenue, Cassandra Lewis, Jesse Welles |